# Karim Herouat
Karim Herouat (* 11. Dezember 1986 in Frankreich) ist ein französischer Fußballspieler algerischer Herkunft.

## Karriere
Herouat, dessen Eltern aus der algerischen Hafenstadt Bejaia stammen, wuchs in Frankreich auf und begann das Fußballspielen bei einem Nachwuchszentrum in Villepinte nahe der Hauptstadt Paris. Im jungen Erwachsenenalter trug er das Trikot des ebenfalls in der Region beheimateten Sechstligisten CS Meaux. Im Mai 2009 wurde er in einer Geschwindigkeitskontrolle mit 170 anstelle von erlaubten 90 km/h registriert und besaß dabei überdies keinen Führerschein. Bei der Gerichtsverhandlung am 4. August desselben Jahres wurde er zu drei Monaten Haft ohne Bewährung verurteilt, sofort festgenommen und am 17. Oktober wieder entlassen. Der Viertligist Jeanne d’Arc Drancy nahm ihn trotz dieses Vorfalls in seinen Kader auf. Eine Woche nach seiner Entlassung aus der Haft, am 24. Oktober 2009, absolvierte er bei einem 2:2-Remis gegen den RC Strasbourg seine erste Partie für seinen neuen Klub, der den Spieler schon vor seinem Gefängnisaufenthalt unter Vertrag genommen und danach an ihm festgehalten hatte. In der nachfolgenden Zeit wurde er bei Drancy vom Ersatzspieler zum Leistungsträger, auch wenn er nicht völlig unumstritten als Stammspieler gesetzt war. Er weckte das Interesse des Drittligisten US Quevilly, der ihn im Sommer 2011 unter Vertrag nahm.
Bei Quevilly saß er meist auf der Bank, von wo aus er sehr regelmäßig eingewechselt wurde. Während sich die Mannschaft in der Liga im Mittelfeld einordnete, machte sie insbesondere im Pokal auf sich aufmerksam, als sie im Viertelfinale den international renommierten Erstligisten Olympique Marseille schlug. Im Halbfinale geriet die Elf zunächst mit 0:1 gegen den ebenfalls erstklassigen Stade Rennes in Rückstand, doch Herouat erzielte in der 64. Minute den Ausgleich und zog mit Quevilly dank des Siegtreffers von Anthony Laup in der 90. Spielminute ins Pokalendspiel 2012 ein. Gegen Olympique Lyon musste Herouat zunächst auf der Bank Platz nehmen und kam in der 57. Minute beim Stand von 0:1 für Julien Valéro ins Spiel. Anschließend fiel kein weiteres Tor, womit es bei einer 0:1-Niederlage blieb und der Drittligist den Gewinn der Trophäe knapp verpasste. Wie viele seiner Teamkameraden hatte Herouat somit das Pokalfinale bestritten, ohne zuvor einen Profieinsatz in der ersten oder zweiten Liga verbuchen zu können.
Im August 2012 kehrte er Quevilly den Rücken und ging zurück zum immer noch viertklassig antretenden Drancy. Davor war angeblich der algerische Klub JSM Béjaïa an ihm interessiert gewesen, doch ein Wechsel zu diesem kam nicht zustande. In der Saison 2012/13 verbuchte er für Drancy mit zehn Treffern die bis dahin beste Torausbeute seiner Laufbahn. Nach einem weiteren Jahr, in dem er nicht mehr als Torjäger in Erscheinung trat und nur noch zwei Tore erzielte, wechselte er im Sommer 2014 zum fünftklassigen Hauptstadtverein UJA Maccabi Paris. Nach einer Saison bei Maccabi schloss er sich einem Viertligisten aus Aubervilliers an.